# Sonja (film, 2018)
Sonja är en norsk-svensk biografisk dramafilm som hade urpremiär 25 december 2018 i Norge med svensk premiär 17 maj 2019. Filmen är regisserad av Anne Sewitsky. Manus har skrivits av Mette M. Bølstad och Andreas Markusson.

## Handling
Filmen handlar den norska konståkaren Sonja Henie. Efter stor idrottsliga framgångar på isen med bland annat tre OS-guld söker hon lyckan som skådespelare i Hollywood. Till en början gör hon succé även på vita duken, men i kölvattnet kommer bland annat alkohol in i bilden.

## Rollista (i urval)
| - Ine Marie Wilmann – Sonja Heine - Valene Kane – Connie - Eldar Skar – Leif Heine - Anders Mordal – Wilhelm Heine - Anneke von der Lippe – Selma Heine | - Aidan McArdle – Darryl Zanuck - Malcolm Adams – Arthur Wirtz - Hugh O'Conor – Winnie - Pål Sverre Hagen – Niels Onstad - Norma Sheahan – |